# Terrence Trammell
Terrence R. Trammell (Atlanta, 23 november 1978) is een voormalige Amerikaanse atleet, die was gespecialiseerd in het hordelopen en tot de beste hordelopers ter wereld behoorde. Zo werd hij tweemaal wereldindoorkampioen en meervoudig Amerikaans kampioen in deze discipline. Hij nam driemaal deel aan de Olympische Spelen, waarbij hij op zijn specialiteit tweemaal de zilveren medaille veroverde.

## Loopbaan

### Successen als student en tweemaal olympisch zilver
Trammell boekte zijn eerste successen als student aan de University of South Carolina. In 1999 veroverde hij zijn eerste NCAA-titels op de 60 m horden indoor en de 110 m horden. Datzelfde jaar werd hij bij de universiade in Palma de Mallorca kampioen op de 110 m horden en de 4 x 100 m estafette. Een jaar later prolongeerde hij eerst zijn beide NCAA-titels van 1999, werd bovendien de snelste NCAA-sprinter op de 60 m indoor, waarna hij zijn olympische debuut maakte op de Olympische Spelen van Sydney. Hier plaatste hij zich gelijk voor de finale en veroverde een zilveren medaille. Met een tijd van 13,16 s finishte hij achter de Cubaan Anier García (goud; 13,00) en voor zijn landgenoot Mark Crear (brons; 13,22). Vier jaar later won hij opnieuw een zilveren medaille op de Olympische Spelen van 2004 in Athene. Ditmaal was de Chinees Liu Xiang hem te snel af met 12,91 om 13,18.

### Diverse WK-medailles
Op de wereldindoorkampioenschappen van 2001 in Lissabon nam Trammell wraak op García, die hem in Sydney van het olympisch goud had afgehouden. Hij versloeg de Cubaan in de finale van de 60 m horden met 6,51 om 6,54, Hiermee plaatste hij zichzelf in de favorietenrol op de hierop volgende WK's outdoor. Die rol maakte hij op de WK in Edmonton later dat jaar nog niet waar. Daar sneuvelde hij reeds in de halve finale. Twee jaar later deed hij het veel beter. Op de WK in Parijs moest hij op de 110 m horden slechts in zijn landgenoot Allen Johnson zijn meerdere erkennen (13,12 om 13,20) en veroverde hij het zilver. De Chinees Liu Xiang bleef hij echter met driehonderdsten voor. In 2005 eindigde hij op de WK in Helsinki echter slechts als vijfde. Op de WK indoor van 2006 in Moskou won hij zijn tweede gouden medaille op de 60 m horden en veroverde hij brons op de 60 m. In 2007 won hij zilver op de WK in Osaka en goud op de wereldatletiekfinale in Stuttgart. In 2009, tijdens zijn vijfde optreden op een WK, die van Berlijn, veroverde Trammell zijn derde zilveren medaille. Deze keer moest hij in Ryan Brathwaite uit Barbados zijn meerdere erkennen, die hem met 0,01 seconde verschil (13,14 om 13,15) de loef afstak. De man uit Barbados vestigde met zijn prestatie een nationaal record. Op de WK indoor van 2010 ten slotte veroverde Trammell met zilver op de 60 m horden zijn vierde en laatste WK indoor medaille.

### Olympische deceptie in 2008
Zijn derde optreden op Olympische Spelen, die van Peking in 2008, eindigde in een deceptie. Trammell, die in zijn serie van de 110 m horden al verre van fit aan de start was verschenen, moest na zegge en schrijve acht passen en één horde de handdoek al in de ring gooien en het strijdperk strompelend verlaten. Saillant detail is dat de Amerikaan in dezelfde laan (laan 2) van start ging als de Chinese publiekslieveling Liu Xiang, die in een andere serie eveneens voortijdig met een blessure moest afhaken.

### Trainers en trainingspartner
Tijdens zijn studietijd aan de University of South Carolina trainde Trammell onder leiding van Curtis Frye. Zijn vaste trainingspartner tot 2002 was de olympisch goudenmedaillewinnaar Allen Johnson. Na die tijd trainde hij in Atlanta onder begeleiding van zijn High School coach Napoleon Cobb.

### Einde atletiekloopbaan
Begin 2015 maakte Terrence Trammell bekend, dat hij een punt zette achter zijn atletiekloopbaan.

## Titels
- Wereldindoorkampioen 60 m horden - 2001, 2006
- Amerikaans kampioen 110 m horden - 2004, 2007
- Amerikaans indoorkampioen 60 m - 2002
- Amerikaans indoorkampioen 60 m horden - 2000, 2001, 2006, 2009, 2010
- NCAA-kampioen 110 m horden - 1999, 2000
- NCAA-indoorkampioen 60 m - 2000
- NCAA-indoorkampioen 60 m horden - 1999, 2000

## Persoonlijke records
Outdoor
| Onderdeel              | Prestatie | Datum       | Plaats    |
| ---------------------- | --------- | ----------- | --------- |
| 100 m                  | 10,04     | 2 juni 2000 | Durham    |
| 200 m                  | 20,74     | 1998        |           |
| 110 m horden (99,0 cm) | 13,34     | 16 mei 1996 | Jefferson |
| 110 m horden           | 12,95     | 2 juni 2007 | New York  |

Indoor
| Onderdeel   | Prestatie      | Datum            | Plaats      |
| ----------- | -------------- | ---------------- | ----------- |
| 55 m        | 6,12 s         | 21 februari 1999 | Gainesville |
| 60 m        | 6,45 s         | 17 februari 2001 | Pocatello   |
| 200 m       | 21,79 s        | 18 januari 2003  | Blacksburg  |
| 50 m horden | 6,45 s         | 28 januari 2012  | New York    |
| 55 m horden | 6,94 s         | 21 februari 1999 | Gainesville |
| 60 m horden | 7,36 s (ex-NR) | 14 maart 2010    | Doha        |

## Prestaties

### Kampioenschappen
| Jaar | Wedstrijd             | Plaats            | Resultaat | Onderdeel         |
| ---- | --------------------- | ----------------- | --------- | ----------------- |
| 1999 | Universiade           | Palma de Mallorca | 1e        | 110 m horden      |
|      | Universiade           | Palma de Mallorca | 1e        | 4x100 m estafette |
| 2000 | OS                    | Sydney            | 2e        | 110 m horden      |
| 2001 | WK indoor             | Lissabon          | 1e        | 60 m horden       |
|      | IAAF Grand Prix Final | Melbourne         | 7e        | 110 m horden      |
| 2003 | WK                    | Parijs            | 2e        | 110 m horden      |
|      | Wereldatletiekfinale  | Monaco            | 2e        | 110 m horden      |
| 2004 | OS                    | Athene            | 2e        | 110 m horden      |
| 2005 | WK                    | Helsinki          | 5e        | 110 m horden      |
|      | Wereldatletiekfinale  | Monaco            | 3e        | 110 m horden      |
| 2006 | WK indoor             | Moskou            | 3e        | 60 m              |
|      | WK indoor             | Moskou            | 1e        | 60 m horden       |
|      | Wereldatletiekfinale  | Monaco            | 4e        | 110 m horden      |
| 2007 | WK                    | Osaka             | 2e        | 110 m horden      |
|      | Wereldatletiekfinale  | Stuttgart         | 3e        | 110 m horden      |
| 2008 | OS                    | Peking            | DNF       | 110 m horden      |
| 2009 | WK                    | Berlijn           | 2e        | 110 m horden      |
| 2010 | WK indoor             | Doha              | 2e        | 60 m horden       |

### Golden League-podiumplekken
| Jaar | Wedstrijd             | Plaats      | Resultaat | Onderdeel    | Tijd    |
| ---- | --------------------- | ----------- | --------- | ------------ | ------- |
| 2000 | Weltklasse Zürich     | Zürich      | 3e        | 110 m horden | 13,33 s |
|      | ISTAF                 | Berlijn     | 1e        | 110 m horden | 13,28 s |
| 2001 | Meeting Gaz de France | Saint-Denis | 3e        | 110 m horden | 13,24 s |
|      | Bislett Games         | Oslo        | 2e        | 110 m horden | 13,24 s |
|      | Weltklasse Zürich     | Zürich      | 3e        | 110 m horden | 13,23 s |
| 2002 | Meeting Gaz de France | Saint-Denis | 2e        | 110 m horden | 13,28 s |
| 2003 | Bislett Games         | Oslo        | 3e        | 110 m horden | 13,37 s |
| 2004 | Meeting Gaz de France | Saint-Denis | 2e        | 110 m horden | 13,37 s |
|      | Weltklasse Zürich     | Zürich      | 2e        | 110 m horden | 13,24 s |
| 2005 | Bislett Games         | Oslo        | 3e        | 110 m horden | 13,27 s |
|      | Memorial Van Damme    | Brussel     | 3e        | 110 m horden | 13,28 s |
| 2006 | Meeting Gaz de France | Saint-Denis | 1e        | 110 m horden | 13,06 s |
|      | Golden Gala           | Rome        | 1e        | 110 m horden | 13,15 s |
| 2007 | Weltklasse Zürich     | Zürich      | 2e        | 110 m horden | 13,22 s |
| 2008 | Meeting Gaz de France | Saint-Denis | 2e        | 110 m horden | 13,19 s |
| 2009 | Weltklasse Zürich     | Zürich      | 2e        | 110 m horden | 13,17 s |

- World Athletics: 14253419
- International Standard Name Identifier: 0000 0001 1927 9994
- Library of Congress Control Number: no2011062609
- Virtual International Authority File: 170509089
- WorldCat: E39PBJcGqPYDKVtvyjDkmBR7pP